# Одержимая (роман)
«Одержимая» — фантастический роман Марины и Сергея Дяченко, изданный в 2011 году.

## Сюжет
Роман состоит из четырёх частей, в каждой из которых присутствует самостоятельный сюжет. Объединяют их общие герои — практикующая «целительница и ведьма» Ирина и демон по имени Олег Васильевич, которым необходимо спасать от самоубийства кого-то, о ком ни демон, ни ведьма почти ничего не знают. Иной раз даже не знают, что за человек, например, изображён на фотографии. Известно главным образом время, когда может произойти суицид.
Ирина и Олег Васильевич проходят долгий путь от ненависти и презрения друг к другу до симпатии, которая перерастает в нежную привязанность — впрочем, до любви дело не доходит…

## Художественные особенности
Писатель и критик В. Пузий отмечает, что, в отличие от других книг Дяченко, в «Одержимой» упор делается только на сюжет, а не на нравственно-философскую составляющую. «Одержимая» похожа не столько на роман, сколько на литературный сценарий сериала. Отсутствует даже попытка обозначить проблематику — хотя тема суицида сближает эту книгу с рассказом Дяченко «Баскетбол» (2001), но в «Баскетболе» проблема природы самоубийства, его разрушительных последствий поставлена намного острее, на гораздо более серьёзном уровне. В «Одержимой» не хватает итога, смысловой точки. Четыре истории, из которых состоит роман, могли быть, как указывает Пузий, и пятью или десятью.
Высокий профессионализм Дяченко как писателей всё же проявляется в романе: характерны лёгкость и простота изложения, яркие характеры, увлекательный сюжет. Но за всеми достоинствами текста, по утверждению В. Пузия, кроется пустота. Роман читается легко и с интересом, но любителей творчества Дяченко может разочаровать.
Тем не менее в «Одержимой» проявляется сюжетная схема, характерная для других книг Дяченко (хоть и ранних): тихий, уютный мир героини разрушается при появлении мужчины — нередко старше её, первоначально воспринимаемого как угроза, затем между ними возникает симпатия.